# Pier Luigi Vestrini
Pier Luigi Vestrini (Firenze, 26 gennaio 1905 – Rosignano Marittimo, 30 novembre 1989) è stato un canottiere e pittore italiano.
Col fratello Renzo fu quattro volte campione d'Italia di canottaggio 1927, 1928 e 1929 nelle gare di due con e due senza, e medaglia d'oro e d'argento nelle gare di canottaggio due con e due senza ai Campionati Europei del 1926, 1927 e 1929.

## Canottaggio
Pier Luigi Vestrini, che con i fratelli Renzo e Roberto, faceva parte dell'Unione Canottieri Livornesi, è stato campione europeo della disciplina del due senza e due con ed ha partecipato ai campionati europei di canottaggio di Lucerna del 1926, Como del 1927, Bydgoszcz del 1929 e alle olimpiadi di Amsterdam del 1928 non prima di aver vinto ben quattro campionati italiani, per poi abbandonare l'attività sportiva dedicandosi a tempo pieno alla pittura e all'allevamento di cani da caccia.
Nel 1927 i Due Mori (così furono soprannominati i due fratelli Pier Luigi e Renzo Vestrini) vincono due titoli italiani nello stesso giorno, alterando il due con e il due senza ripetendosi nel 1928 e nel 1929 con il titolo italiano nel due con. Il timoniere Cesare Milani farà poi parte dell'equipaggio degli Scarronzoni.
Esordiscono ai campionati europei di Lucerna del 1926 conquistando la medaglia d'argento nel due con, nel 1927 a Como compiono l'impresa di aggiudicarsi entrambi i titoli del due con e due senza nella stessa competizione (a pochi giorni di distanza dal conseguimento del medesimo risultato in campo nazionale).
Nel 1929 a Bydgoszcz in Polonia conquistano il loro terzo oro confermandosi ai vertici della loro disciplina.
Nel 1928 partecipano alle olimpiadi di Amsterdam con il due con (sempre Milani), nella semifinale battono gli statunitensi, i favoriti e fino ad allora considerati i migliori, ma affrontano nella finale tra gli altri la Svizzera, la compagine più temibile, con Renzo febbricitante all'insaputa di Pier Luigi e nell'ultimo e decisivo allungo Renzo cade in acqua esausto e l'imbarcazione si ribalta pregiudicando la gara e la vittoria.
Pier Luigi affermerà anni a venire di sentirsi (e il fratello Renzo fu della medesima opinione) il vincitore morale del torneo avendo battuto gli americani nella semifinale, uscendo con buona dose si sfortuna nella finale nella quale molto probabilmente gli svizzeri avrebbero perso.

Il due con campione d'Italia e d'Europa
Pier Luigi e Renzo Vestrini
Renzo e Pier Luigi Vestrini

## Cinofilia
Cacciatore e allevatore di cani da caccia, Pier Luigi è stato una delle personalità di spicco dell'ENCI e cofondatore del Pointer Club Italia, allevatore prima di Setter Irlandesi, si concentra poi sui Setter Inglesi e sui Pointers, cani con i quali ebbe maggiori risultati e soddisfazioni.
Nel suo allevamento a Rosignano Marittimo presso la villa di famiglia, allevamento poi portato avanti assieme al figlio Carlo Augusto anch'egli noto pittore e allevatore, vantava numerosi campioni di lavoro e di bellezza.

## Pittura
Allievo del macchiaiolo Angiolo Tommasi, fin dalla giovane età si dedica alla pittura di scene di caccia, di paesaggi maremmani, cavalli, butteri, buoi e nature morte con uno stile prettamente macchiaiolo. I suoi quadri sono stati pubblicati da numerose riviste del settore.

## Palmarès
| Anno | Manifestazione     | Sede    | Evento  | Risultato |
| ---- | ------------------ | ------- | ------- | --------- |
| 1926 | Campionati Europei | Lucerna | due con | Argento   |

| Anno | Manifestazione     | Sede | Evento  | Risultato |
| ---- | ------------------ | ---- | ------- | --------- |
| 1927 | Campionati Europei | Como | Due Con | Oro       |

| Anno | Manifestazione     | Sede | Evento    | Risultato |
| ---- | ------------------ | ---- | --------- | --------- |
| 1927 | Campionati Europei | Como | Due Senza | Oro       |

| Anno | Manifestazione     | Sede      | Evento  | Risultato |
| ---- | ------------------ | --------- | ------- | --------- |
| 1929 | Campionati Europei | Bydgoszcz | due con | Oro       |

| Anno | Manifestazione      | Sede   | Evento  | Risultato |
| ---- | ------------------- | ------ | ------- | --------- |
| 1927 | Campionati Italiani | Italia | Due Con | Oro       |

| Anno | Manifestazione      | Sede   | Evento    | Risultato |
| ---- | ------------------- | ------ | --------- | --------- |
| 1927 | Campionati Italiani | Italia | Due Senza | Oro       |

| Anno | Manifestazione      | Sede   | Evento  | Risultato |
| ---- | ------------------- | ------ | ------- | --------- |
| 1928 | Campionati Italiani | Italia | Due Con | Oro       |

| Anno | Manifestazione      | Sede   | Evento  | Risultato |
| ---- | ------------------- | ------ | ------- | --------- |
| 1929 | Campionati Italiani | Italia | Due Con | Oro       |